# Landengte van Tehuantepec

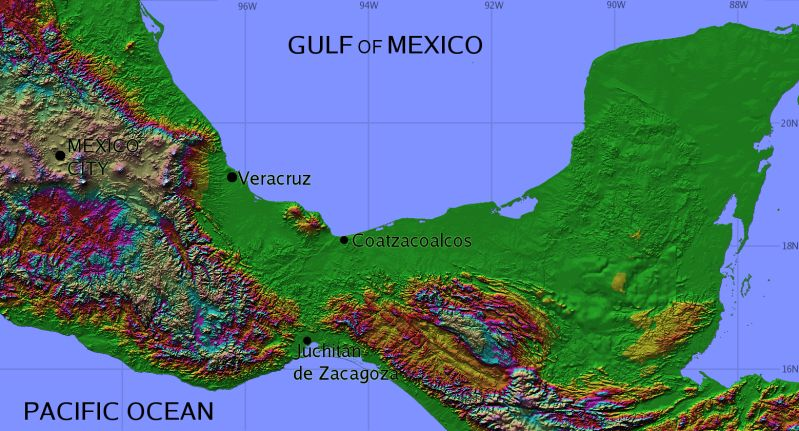
De Landengte van Tehuantepec

De Landengte van Tehuantepec (Spaans: Istmo de Tehuantepec) is een landengte in het zuiden van Mexico. Het is het smalste deel tussen de Golf van Mexico en de Grote Oceaan, ca. 200 km breed. Het deel van de Grote Oceaan direct ten zuiden van de landengte wordt de Golf van Tehuantepec genoemd. De landengte verbindt Mexico met Centraal-Amerika.
De naam komt van de plaats Tehuantepec in Oaxaca. Tehuantepec komt van het Nahuatl Tecuantepec, wat "berg van de wilde beesten" betekent.
In de 19e eeuw bestonden er plannen om door de Landengte van Tehuantepec een kanaal van de Grote Oceaan naar de Golf van Mexico te graven. In 1853 werd het gebied daardoor als het territorium van Tehuantepec afgescheiden van Oaxaca en Veracruz. Dit werd echter weer ongedaan gemaakt in 1857. In 1859 tekenden Mexico en de Verenigde Staten het McLane-Ocampoverdrag, dat de Verenigde Staten speciale rechten in het gebied gaf. Dit verdrag is uiteindelijk nooit geratificeerd. Omdat de landengte van Panama geologisch stabieler is werd besloten het kanaal niet in Tehuantepec maar daar aan te leggen (zie Panamakanaal).